# Miraflores (Cabimas)
Miraflores es uno de los sectores que conforman la ciudad de Cabimas en el estado Zulia, Venezuela se encuentra en la parroquia Carmen Herrera. Miraflores está compuesto por 4 secciones una está entre al sur del Solito y este de Tierra Negra, otra es un triángulo formado por la calle Cumaná, la av Miraflores y las 25, otra es otro triángulo formado por la av Miraflores, la av Hollywood y Campo Blanco y otra es la manzana entre la calle Apure de Guavina, la av Carabobo y la calle Cumaná.

## Ubicación
Se encuentra entre los sectores Guavina, El Solito y Tierra Negra al norte, Buena Vista (Cabimas) al sur, Guavina, Las 25 y Campo Blanco al este y Tierra Negra y Buena Vista al oeste.

## Zona Residencial
Las calles de Miraflores tienen nombres de plantas, como Araguaney, los Apamates, los Robles , las Acacias, entre otras. Miraflores fue uno de los sectores nuevos de Cabimas cuando inició la explotación petrolera, su forma obedece a que alcanzó el trazado definitivo de sus calles luego de varias configuraciones, prueba de esto son los postes de madera abandonados que servían para transportar electricidad y que ahora quedan en el patio de casas o del Centro Médico y que indican el trazado de calles que ya no existen. En Miraflores se encuentra un estadio de Softball del mismo nombre, el Instituto Universitario Santiago Mariño, el Destacamento 33 de la Guardia Nacional (sede de las fuerzas armadas de Venezuela en Cabimas).

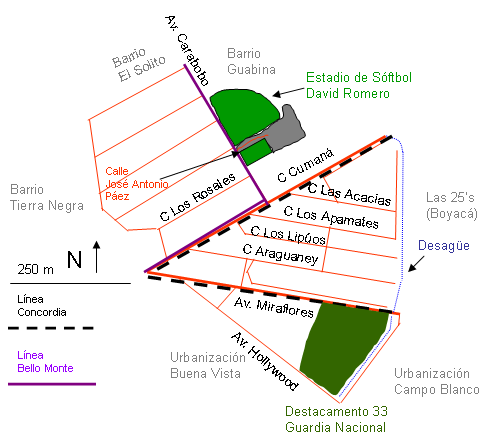
Sector Miraflores

## Vialidad y Transporte
Por Miraflores transitan las líneas de Bello Monte (av Miraflores, calle Cumaná, av Carabobo), y Concordia (av Miraflores). Aunque atravesado por las calles más amplias y transitadas de Cabimas, no tiene semáforos lo que ha llevado a accidentes. La av Miraflores es la segunda más ancha de Cabimas luego de la av Universidad.

## Sitios de Referencia
- Plaza Andrés Bello. Av Cumaná.
- Estadio de Sofbol David Romero (Estadio de Miraflores). Av Carabobo.
- Instituto Universitario Santiago Mariño. Av Carabobo con calle Cumaná.
- Destacamento 33 de la Guardia Nacional. Entre av Miraflores, av Hollywood, calle el Comando.
- Plaza de Miraflores. Calle Carabobo.

## Calle José Antonio Páez
Terreno ocupada en 1998 ubicado entre el Santiago Mariño y el estadio de Miraflores. El Santiago Mariño fue construido en 1995 sobre la base de un antiguo colegio abandonado al menos desde 1985. Mientras el Mariño ampliaba sus instalaciones, algunas familias se instalaron entre la Universidad y el estadio de Miraflores en el resto del terreno baldío. El alcalde Noé Acosta en 1999 bautizó la calle, la asfaltó y le dio servicios consolidándolo como un sector nuevo. El alcalde Hernán Alemán en 2001, construyó la cancha e incluyó la cuadra en la nomenclatura de la ciudad, con el aviso av Carabobo - calle José Antonio Páez. Las casas han mejorado y hoy son casas de bloques, la cancha de basquetball está techada y cercada, para el espacimiento de los jóvenes de allí, de Guavina y Miraflores.